# Джеймс Лівайн
Джеймс Лівайн (англ. James Levine; 23 червня 1943, Цинциннаті — 9 березня 2021, Палм-Спрінгз) — американський піаніст і диригент.

## Біографія

### Освіта
Дід Джеймса Лівайна був кантором в синагозі, батько — скрипалем, мати — актрисою. Вчитися музиці почав дитиною, в 10 років дав перший публічний виступ: Джеймс виконав Другий фортепіанний концерт Мендельсона з Симфонічним оркестром Цинциннаті. У 1956 році брав уроки у Рудольфа Серкіна в музичній школі Марлборо, потім у Розіни Левіної в музичній школі Аспена. Диригентського мистецтва навчався в Джульярдскій школі (1961—1964) у Жана Мореля.

### Кар'єра
У 1964—1965 роках був учнем Джорджа Селла в Клівлендському оркестрі, а потім, до 1970 року, його другим диригентом. У 1970 році дебютував як запрошений диригент з Філадельфійським оркестром і оперою Сан-Франциско.
З 1976 року був музичним, а потім і художнім директором Метрополітен-опера. У 1999—2004 роках був головним диригентом Мюнхенського філармонічного оркестру.
Лівайн багато співпрацював із Бостонським симфонічним оркестром. У 1972 році відбувся його перший виступ із цим колективом. Впродовж 2004—2011 років він був музичним директором Бостонського оркестру, ставши першим уродженцем Сполучених Штатів, що обійняв цю посаду.
Диригував також іншими найбільшими оркестрами Європи і США. Виступав на Зальцбурзькому та Байройтському фестивалях.
Джеймс Лівайн помер 9 березня 2021 року в Палм-Спрінгз.

## Репертуар
Репертуар Лівайна охоплює музику від Баха до Ксенакіса. Він також виступав як оперний диригент, виконуючи, зокрема, Моцарта, Вагнера, Пуччіні, Верді.

## Визнання
- Музикант року в США (1984).
- Почесний доктор низки університетів Америки.
- Лавреат багатьох американських і європейських музичних премій.